# Pojoaque Pueblo

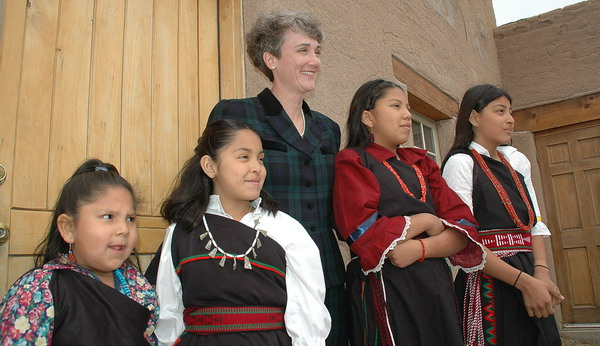
Flickor från Pojoaque tillsammans med en kongressledamot.

Pojoaque Pueblo (Tewa: P'osunwaenge) är en liten tewaindiansk pueblo belägen 25 km norr om Santa Fe, New Mexico, som har varit bebodd sedan förhistorisk tid. Invånarna talar en dialekt av tewa, som är ett språk tillhörigt språkfamiljen kiowa-tanoan. 
Vid folkräkningen 2000 rapporterade 243 personer att de räknade de sig som helt eller delvis tillhörande eller härstammande från Pojoaque. 